# Culture jamming

Grafiti satírico sobre una valla publicitaria en Shoreditch, Londres.

Al concepto de culture jamming se le ha llamado atasco cultural, movimiento de resistencia a la hegemonía cultural, sabotaje cultural,  desvío cultural o cultura alternativa, aunque hay quien prefiere definirlo como 'evasión individual de todas las formas de mentalidad de rebaño o dirigismo', no pudiéndose de esta forma realmente encararse como si se tratara de un movimiento; más bien es una táctica o forma individual de alejarse del enfoque mayoritario, inclusive, el de los movimientos sociales.
Culture jamming no se define como una específica posición política o mensaje, ni siquiera como una posición cultural. El hilo común o conductor es principalmente ironizar sobre la naturaleza homogénea de la cultura popular o mayoritaria o transmitida por los medios de comunicación. También en algún caso se le ha asociado con el concepto de guerrilla de la comunicación, ya que se opone al gobierno y/o a otros poderes, así como al orden establecido.

## Movimiento artístico
Culture jamming se podría definir también como movimiento artístico o enfoque artístico, aunque esto puede ser insuficiente para cubrir el variado espectro de actividades identificadas con el concepto. Ha sido caracterizado como una forma de activismo público contrapuesto al consumismo y los vectores de la imagen corporativa en un sentido subversivo. Algunas culture jamming ponen su punto de mira en las estructuras de poder por ser ellas parte de la cultura dominante.
Culture jamming conlleva y promueve intervenciones en los medios de comunicación de masas, para producir comentarios satíricos sobre ellos, y utilizando sus mismos métodos y sus mismas vías .

## Objetivos
Los objetivos de los culture jammers incluyen: 
- Pasarlo bien fomentando en los demás a hacer lo mismo a expensas de las corrientes sociales que prevalecen.
- Revivir el sentimiento de asombro y fascinación sobre el medio que nos rodea, inspirado frecuentemente en la ambigüedad intencional de una técnica, que estimule la interpretación personal y el pensamiento independiente.
- Demostrar contrastes entre imágenes, prácticas o actitudes, y las realidades o percepciones negativas de los objetos; normalmente el objetivo es oponerse y ridiculizar la estructura monolítica de poder del gobierno, las corporaciones y/o las religiones.
- Provocar interés en el combate cívico y evitar la exclusión social.
- Hacer ver de otra formas a las marca y tomes conciencia